# Lanišće (Jasztrebarszka)
 Lanišće  falu Horvátországban Zágráb megyében. Közigazgatásilag Jasztrebarszkához tartozik.

## Fekvése
Zágrábtól 33 km-re délnyugatra, községközpontjától 9 km-re északnyugatra a Plešivica-hegységben fekszik.

## Története
A falunak 1857-ben 39, 1910-ben 49 lakosa volt. Trianon előtt Zágráb vármegye Jaskai járásához tartozott. 1991-óta állandó lakosság nélküli település, csak néhány hétvégi ház található itt. 

## Lakosság
| Lakosság változása | Lakosság változása | Lakosság változása | Lakosság változása | Lakosság változása | Lakosság változása | Lakosság változása | Lakosság változása | Lakosság változása | Lakosság változása | Lakosság változása | Lakosság változása | Lakosság változása | Lakosság változása | Lakosság változása |
| ------------------ | ------------------ | ------------------ | ------------------ | ------------------ | ------------------ | ------------------ | ------------------ | ------------------ | ------------------ | ------------------ | ------------------ | ------------------ | ------------------ | ------------------ |
| 1857               | 1869               | 1880               | 1890               | 1900               | 1910               | 1921               | 1931               | 1948               | 1953               | 1961               | 1971               | 1981               | 1991               | 2001               |
| 39                 | 51                 | 57                 | 55                 | 49                 | 49                 | 45                 | 45                 | 37                 | 41                 | 34                 | 16                 | 2                  | 0                  | 0                  |

## Külső hivatkozások
Jasztrebaszka város hivatalos oldala